# آيرو
آرو أو آيرو (بالإنجليزية: Aero)‏ هو منتج شوكولاته أدخلت إلى شمال إنجلترا باسم «الشوكولاته جديدة» من قبل لراونتري في عام 1935. وبحلول نهاية العام، فقد حظي بشعبية كبيرة من المستهلكين، تم تصنيعها من قِبل شركة نستله منذ عام 1988.